# Private Wars
 (mars 2012).
Si vous disposez d'ouvrages ou d'articles de référence ou si vous connaissez des sites web de qualité traitant du thème abordé ici, merci de compléter l'article en donnant les références utiles à sa vérifiabilité et en les liant à la section « Notes et références ».
Singles de dream
Heart on Wave / Breakin' Out
(2000) Reality
(2000)
Private Wars   (écrit : Private wars) est le troisième single du groupe féminin de J-pop dream, produit par Max Matsura et composé par D・A・I (face A). Il sort le 3 mai 2000 au Japon sous le label avex trax, deux mois seulement après le précédent single du groupe, Heart on Wave. Il atteint la 13e place du classement Oricon, et reste classé pendant sept semaines.
Ce maxi-single contient en fait huit titres : deux chansons originales et leurs versions instrumentales, ainsi que trois versions remixées de la chanson-titre et une de la chanson en "face B", Start Me Up.
Les deux titres originaux ont été utilisés comme thèmes musicaux pour des publicités, et figureront sur le premier album du groupe, Dear..., qui sort un an plus tard. La chanson-titre a aussi servi de générique de fin de l'émission de la chaine TV Tokyo Sukiyaki!! London Boots Daisakusen. Une vidéo homonyme au format VHS contenant son clip vidéo sortira un mois plus tard, le 7 juin.

## Membres
- Mai Matsumoro
- Kana Tachibana
- Yū Hasebe

## Liste des titres
CD
1. Private wars (Original Mix) (mixé par Dave Ford)
2. Start me up (Original Mix) (mixé par Dave Ford)
3. Private wars (Dub's Hyper Club Remix) (remixé par Izumi "D・M・X" Miyazaki)
4. Private wars (EURO MIX) (remixé par Y&Co.)
5. Start me up (landscape mix) (remixé par Naoki Atsumi)
6. Private wars (SEA BREEZE 2000 MIX) (remixé par Dave Ford)
7. Private wars (Instrumental)
8. Start me up (Instrumental)

VHS
1. Private wars
2. Private wars (EURO MIX)